# Alicante
Alicante (in castigliano; pron. italiana: /aliˈkante/) o Alacant (in valenciano; ufficialmente Alacant / Alicante) è una città della Comunità Valenciana a sud della Spagna, situata ai piedi di una collina che si affaccia sul Mar Mediterraneo al centro di una grande baia. Capoluogo dell'omonima provincia, nel 2021 aveva una popolazione di 337.304 abitanti, mentre l'area metropolitana Alicante-Elx 757.085 abitanti. 
È considerata una delle destinazioni turistiche più importanti della Spagna. Nel 2004 è stata proclamata Capitale europea dello sport.

## Storia

### Storia antica
Nella sua storia si avvicendarono Fenici, Greci, Cartaginesi e Romani. Nel 237 a.C. il generale cartaginese Amilcare Barca fortificò il colle sul quale gli Arabi costruirono poi il castello. I Romani nel II secolo a.C. fondarono nelle vicinanze il municipio di Lucentum. Nel periodo delle invasioni barbariche divenne un'importante città visigota, in seguito passò ai Bizantini e nell'VIII secolo agli Arabi, che ne detennero il possesso fino al XIII secolo, quando fu conquistata dai cristiani e popolata dai catalani.

### Guerra civile
Nel quadro dell'intervento militare dell'Italia fascista al fianco delle forze nazionaliste di Franco, il 25 maggio 1938 l'Aviazione Legionaria italiana bombardò Alicante causando tra i 275 e i 393 morti e oltre 1.000 feriti. Nel 1936 vi fu fucilato José Antonio Primo de Rivera, leader della fascista Falange Española. Ad Alicante ebbe luogo anche uno degli ultimi atti della guerra civile spagnola, quando molti profughi in fuga dai combattimenti si recarono al porto in attesa delle navi che dovevano farli espatriare; non vedendole arrivare, molte persone si diedero la morte sul molo.

## Geografia

### Clima
Alicante gode di un clima semi-arido caldo generalmente caldo e secco. La temperatura media annuale è di 18,3 °C, con valori che oscillano dagli 12-13 °C dell'inverno ai 25-26 °C dell'estate. Le precipitazioni, con una media di 311 mm all'anno, si concentrano al inizio della stagione autunnale solitamente in modo intenso.
|                     | gen  | feb  | mar  | apr  | mag  | giu  | lug  | ago  | set  | ott  | nov  | dic  | media |
| ------------------- | ---- | ---- | ---- | ---- | ---- | ---- | ---- | ---- | ---- | ---- | ---- | ---- | ----- |
| Massima (°C)        | 17,0 | 17,6 | 19,6 | 21,3 | 24,1 | 27,8 | 30,3 | 30,8 | 28,5 | 24,9 | 20,5 | 17,7 | 23,3  |
| Minima (°C)         | 6,3  | 7,1  | 8,9  | 10,9 | 14,1 | 18,1 | 20,7 | 21,2 | 18,5 | 14,5 | 10,3 | 7,4  | 13,2  |
| Precipitazioni (mm) | 23   | 22   | 23   | 29   | 28   | 12   | 4    | 7    | 56   | 47   | 36   | 25   | 311   |

## Economia

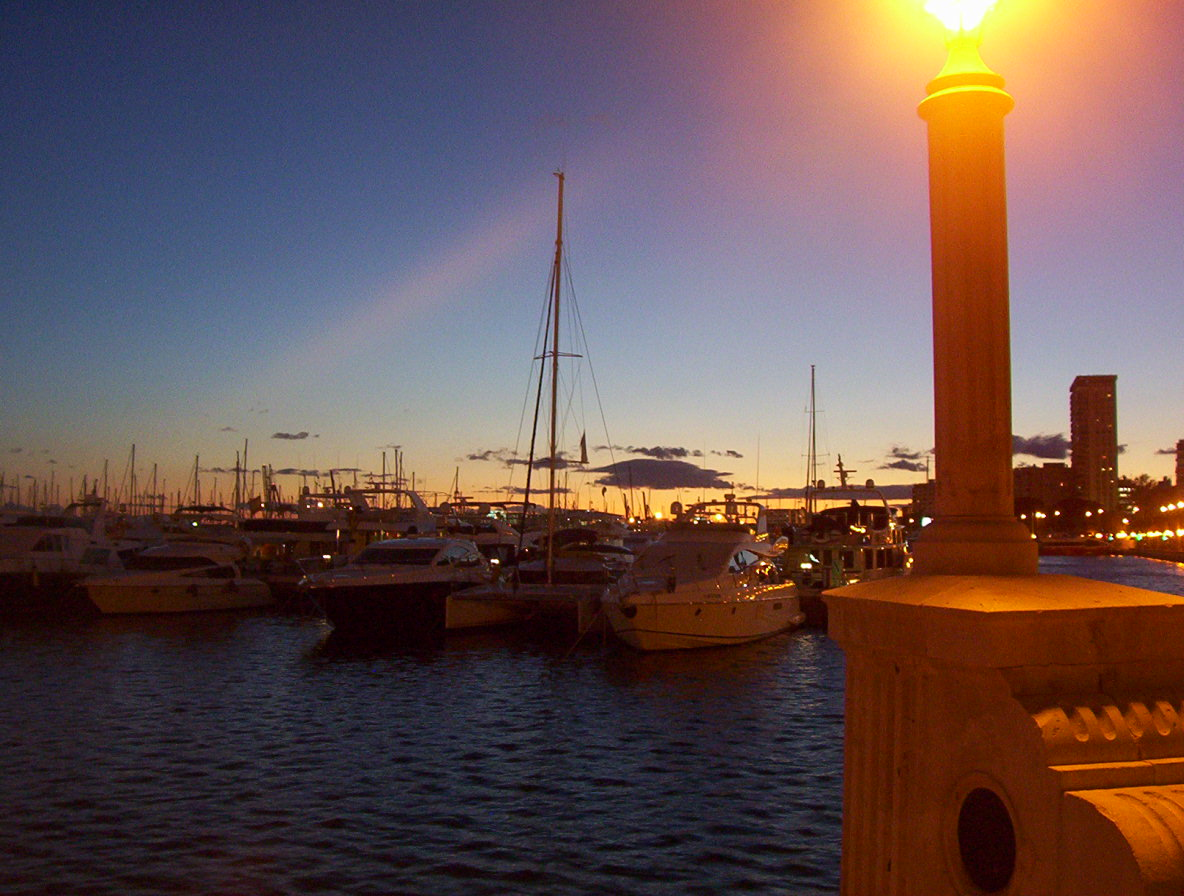
Il porto di Alicante

Alicante è un importante porto e una delle città a più elevata crescita demografica della Spagna . A causa di massicci interventi edilizi, realizzati anche per affrontare il notevole aumento di popolazione registratosi in pochi anni, il suo aspetto è molto mutato alla fine del XX secolo.
L'economia è basata sul turismo, la produzione di vini ed i servizi. Esporta vini, olio di oliva e frutta e ha molte industrie nei settori alimentare, tessile e conciario. La città è sede dell'Ufficio dell'Unione Europea per la Proprietà Intellettuale (EUIPO), che si occupa dei marchi validi in tutto il territorio dell'UE.

## Infrastrutture e trasporti
Alicante ha un servizio di traghetti per le Baleari e per l'Algeria (Orano) e un aeroporto internazionale (codice IATA: ALC).
È presente anche una stazione ferroviaria (servita, fra l'altro, dalle Cercanías di Murcia e Alicante) e una rete tranviaria.

## Cultura

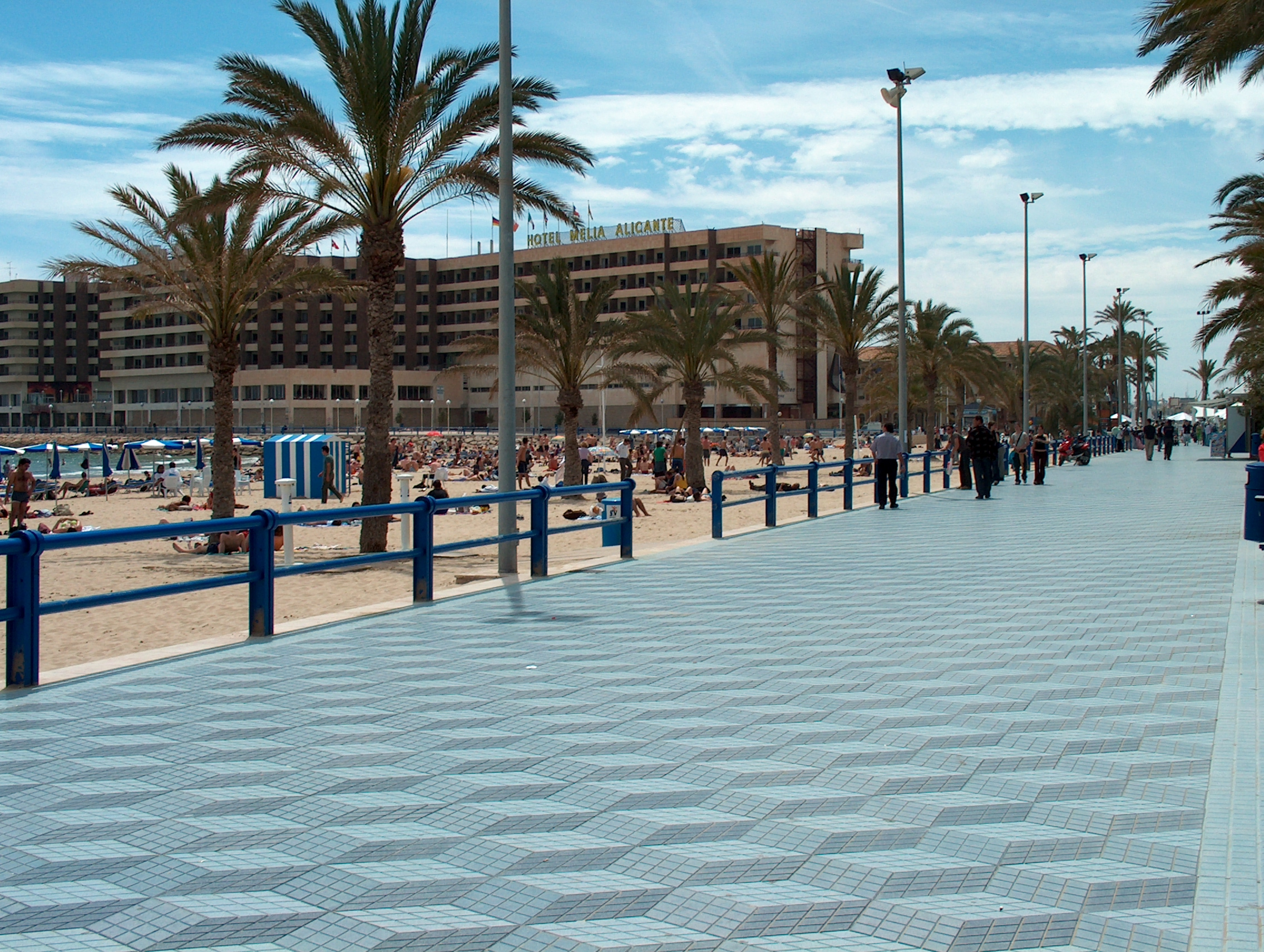
Paseo de Gómiz, playa del Postiguet

La località è d'interesse turistico sia d'inverno che d'estate. Il centro della vita cittadina è Explanada de España (Esplanada d'Espanya in catalano), un lungomare alberato dove si trovano gli alberghi principali e i locali della ristorazione e del divertimento, che va dai piedi della collina del castello di Santa Barbara fino al molo principale del porto.
Alicante è sede vescovile insieme ad Orihuela: la città è infatti ricca di edifici religiosi e conta ben 36 chiese nel solo centro abitato.
Santo patrono della città è San Nicola di Bari. La festa in suo onore si celebra il 6 dicembre.
Inoltre, è sede di un'università.

Tra le feste popolari, è rinomata la festa in onore di Giovanni Battista: ogni anno, dal 19 al 24 giugno, Alicante celebra Les Fogueres de Sant Joan. I festeggiamenti consistono principalmente nella costruzione di monumenti fatti di legno e cartone, ai quali la notte del 24 viene dato fuoco.
La specialità culinaria locale è il torrone.

### Musei
- Museo archeologico di Alicante
- Museo di Arte Contemporanea di Alicante (MACA)
- Museo di Belle Arti Gravina (MUBAG)
- Museo The Ocean Race
- Museo d'arte bizantina del monastero della Trinità
- Museo Nueva Tabarca

## Patrimonio artistico

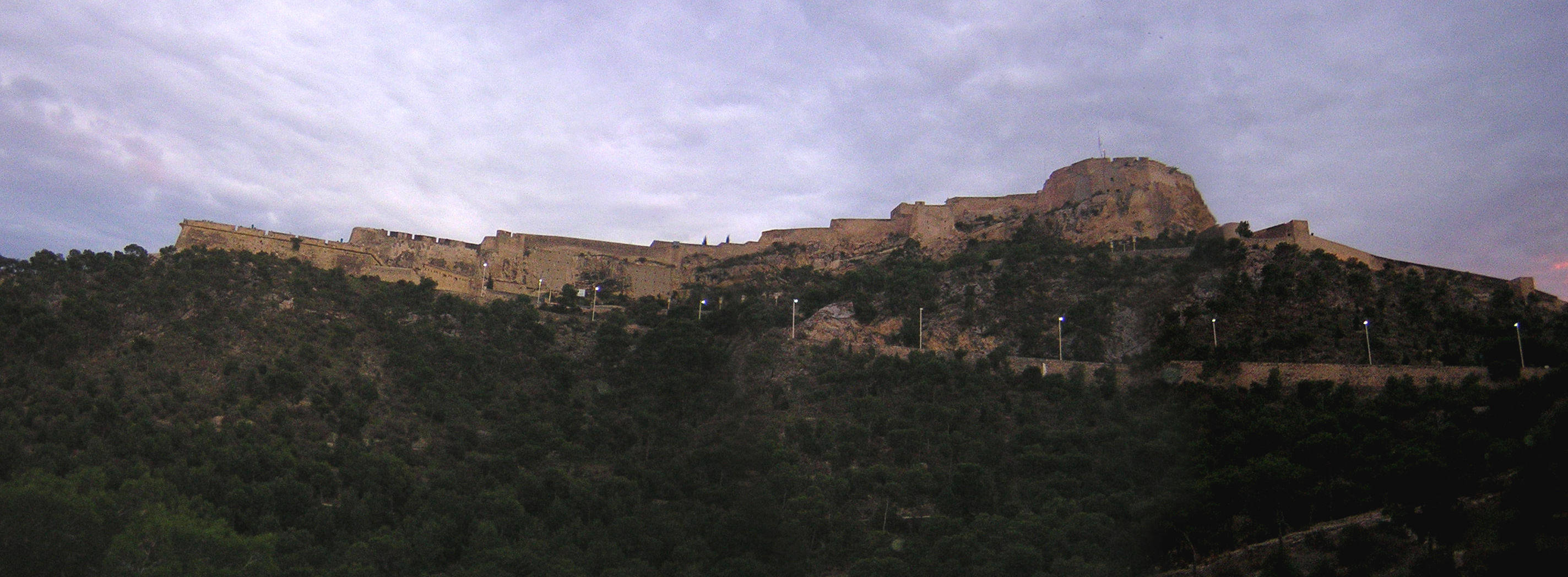
Castillo de Santa Barbara

Tra i monumenti più famosi vi è il Castillo de Santa Bárbara che domina la costa dall'alto del monte Benacantil e la cui storia iniziò col dominio musulmano. Il castello si consolidò con la conquista di Alfonso X. La fortezza dimostrò la sua importanza difensiva quando fu costruita intorno a essa una muraglia di tipo moderno, in sintonia col progresso dell'artiglieria, ai tempi di Carlo V e di Filippo II. L'edificio è parte del patrimonio comunale dal 1928. Altri monumenti importanti sono la concattedrale di San Nicola, il municipio e la chiesa di Santa Maria. Luoghi di interesse turistico sono la Explanada, il parco de El Palmeral, il porto, il Tossal de Manises e l'isola di Tabarca.
Nel 2020, in occasione delle festività natalizie, la città ospitò il presepe più grande del mondo: oltre 18 metri di altezza e la certificazione del Guinness Word Record.

## Amministrazione

### Gemellaggi
- Brighton
- Nizza
- Carloforte
- Herzliya
- León
- Matanzas
- Orano
- Riga
- Toyooka
- Wenzhou
- Taranto
- Santa Ana
- Alessandria d'Egitto